# Боз (Хунедоара)
Боз (рум. Boz) — село у повіті Хунедоара в Румунії. Входить до складу комуни Бренішка.
Село розташоване на відстані 311 км на північний захід від Бухареста, 14 км на північний захід від Деви, 112 км на південний захід від Клуж-Напоки, 119 км на схід від Тімішоари.

## Населення
За даними перепису населення 2002 року у селі проживали 486 осіб, з них 483 особи (99,4%) румунів. Рідною мовою 483 особи (99,4%) назвали румунську.